# Veliki bubanj
Veliki bubanj je veliki doboš orijentalnog porijekla. Mora imati velike dimenzije.
U orkestru stoji na jednom postolju. U njega se udara za akcente maljicom, a za tremolo i efekte malim maljicama.
U vojnoj muzici i fanfarama u veliki bubanj se udara zajedno sa činelom. Činel je pričvršćen na bubnju, desnom rukom izvođač udara u bubanj, a lijevom udara u tas.
U maršu se veliki bubanj drži remenom koji prelazi preko ramena izvođača.